# سلمان الشيخ
سلمان حمد الشيخ (13 نوفمبر 1968

) عسكري وسياسي بحريني.

## السيرة
ولد الشيخ في 13 نوفمبر 1968. حصل على بكالوريوس علوم الطيران من الأردن عام 1989 والدبلوم العالي في فن الإدارة والقيادة من الولايات المتحدة بدرجة امتياز مع مرتبة الشرف وماجستير في إدارة الأعمال والاقتصاد الإسلامي بدرجة امتياز من كلية البحرين الجامعية عام 2008.
عمل طيار في قوة دفاع البحرين لمدة 21 سنة.
في انتخابات مجلس النواب لعام 2010 خسر مقعد الدائرة الثالثة في المحافظة الوسطى بعدما جمع 236 صوت ما نسبته 5.70%. وفي انتخابات عام 2011 فاز بمقعد الدائرة الخامسة في المحافظة الشمالية بعدما جمع 460 صوت ما نسبته 53.40%. وفي انتخابات عام 2014 خسر مقعد الدائرة الأولى في المحافظة الجنوبية بعدما جمع 69 صوت ما نسبته 1.27%.

### اسقاط الحصانة
في أبريل 2013 قرر مجلس النواب إسقاط حصانة الشيخ على إثر الشكوى المرفوعة ضده من وزير العدل والشؤون الإسلامية خالد بن علي آل خليفة بتهمة إشهار سلاح في مرقص ليلي.